# 1999 XZ105
1999 XZ105 är en asteroid i huvudbältet som upptäcktes 11 december 1999 av den japanska astronomen Takao Kobayashi vid Ōizumi-observatoriet.
Asteroiden har en diameter på ungefär 15 kilometer och den tillhör asteroidgruppen Adeona.